# John McDermott (Bischof)

Bischofswappen von John McDermott

John Joseph McDermott (* 19. März 1963 in Red Bank, New Jersey) ist ein US-amerikanischer römisch-katholischer Geistlicher und Bischof von Burlington.

## Leben
John McDermott besuchte die Grundschule und die High School in seiner Heimatstadt. Anschließend absolvierte er die United States Coast Guard Academy in New London und erlangte am Belmont Abbey College in Belmont einen Bachelor of Arts im Fach Politikwissenschaft. Später studierte McDermott Philosophie und Katholische Theologie am Priesterseminar St. Mary in Emmitsburg. Dort erwarb er einen Master of Divinity und einen Master of Arts im Fach Katholische Theologie. Er wurde 1988 zum Diakon geweiht und empfing am 3. Juni 1989 in der Kathedrale Immaculate Conception in Burlington durch den Bischof von Burlington, John Aloysius Marshall, das Sakrament der Priesterweihe für das Bistum Burlington.
Nach der Priesterweihe war McDermott als Pfarrvikar der Pfarreien St. Augustine in Montpelier (1989–1992) und St. Mark in Burlington (1992–1996) sowie als Kaplan an der Rice Memorial Catholic High School tätig, bevor er Pfarradministrator und schließlich Pfarrer der Pfarreien Blessed Virgin Mary in Middlebury und St. Bernadette in Bridport sowie Kaplan am Middlebury College wurde. Von 2001 bis 2003 und von 2004 bis 2005 fungierte er als stellvertretender Direktor des katholischen Studentenzentrums an der University of Vermont sowie von 2003 bis 2004 als Pfarrer der Pfarreien St. Thomas in Underhill und St. Mary in Cambridge. Daneben setzte er seine Studien an der Katholischen Universität von Amerika in Washington, D.C. fort, an der er 2004 ein Lizenziat im Fach Kanonisches Recht erwarb.
2004 wurde McDermott Vizekanzler und 2005 Kanzler der Kurie des Bistums Burlington. Von 2005 bis 2009 fungierte er zudem als Zeremoniar und als persönlicher Sekretär des Bischofs von Burlington, Salvatore Ronald Matano, sowie von 2006 bis 2009 auch als Moderator der Kurie. Außerdem wirkte er ab September 2004 als Ehebandverteidiger und als Kirchenanwalt am diözesanen Kirchengericht. Zusätzlich zu seinen Aufgaben an der Diözesankurie und am Kirchengericht war McDermott von Juni 2009 bis 2014 und von 2015 bis 2023 Generalvikar des Bistums Burlington sowie von 2015 bis 2023 erneut Moderator der Kurie. Nach der Ernennung von Salvatore Ronald Matano zum Bischof von Rochester leitete er vom 3. Januar 2014 bis zum 29. Januar 2015 das Bistum Burlington während der Sedisvakanz als Apostolischer Administrator und abermals während der Sedisvakanz ab dem 9. Oktober 2023 als Diözesanadministrator nach der Ernennung von Christopher Coyne zum Koadjutorerzbischof von Hartford. Neben seiner Tätigkeit in der Verwaltung des Bistums war McDermott von 2015 bis 2021 als Pfarrer der Pfarrei Christ the King and St. Anthony in Burlington und ab 2021 als Direktor des katholischen Studentenzentrums an der University of Vermont tätig. Darüber hinaus gehörte er der Arbeitsgruppe für die Priesterfortbildung, dem Priesterrat, dem Konsultorenkollegium, der diözesanen Baukommission, dem diözesanen Verwaltungsrat, dem Diözesanvermögensverwaltungsrat, dem Rat für die Priesterausbildung, dem Diocesan Review Board und dem Aufsichtsrat des Priesterpensionsfonds des Bistums sowie dem Stiftungsrat des Saint Michael’s College in Colchester an. Am 25. August 2008 verlieh ihm Papst Benedikt XVI. den Ehrentitel Päpstlicher Ehrenkaplan und am 15. Oktober 2012 den Ehrentitel Päpstlicher Ehrenprälat.
Am 6. Mai 2024 ernannte ihn Papst Franziskus zum Bischof von Burlington. Der Erzbischof von Boston, Seán Patrick Kardinal O’Malley OFMCap, spendete ihm am 15. Juli desselben Jahres in der Kathedrale St. Joseph in Burlington die Bischofsweihe; Mitkonsekratoren waren der Erzbischof von Hartford, Christopher Coyne, und der Bischof von Rochester, Salvatore Ronald Matano.